# 派恩萊克帕克 (新澤西州)
派恩萊克帕克（英語：Pine Lake Park）是位於美國新澤西州海洋縣的普查規定居民點。

## 人口
根據2020年美國人口普查的數據，派恩萊克帕克的面積為6.61平方千米，當中陸地面積為6.42平方千米，而水域面積為0.19平方千米。當地共有人口8913人，而人口密度為每平方千米1,348.41人。